# Maria de Rudenz

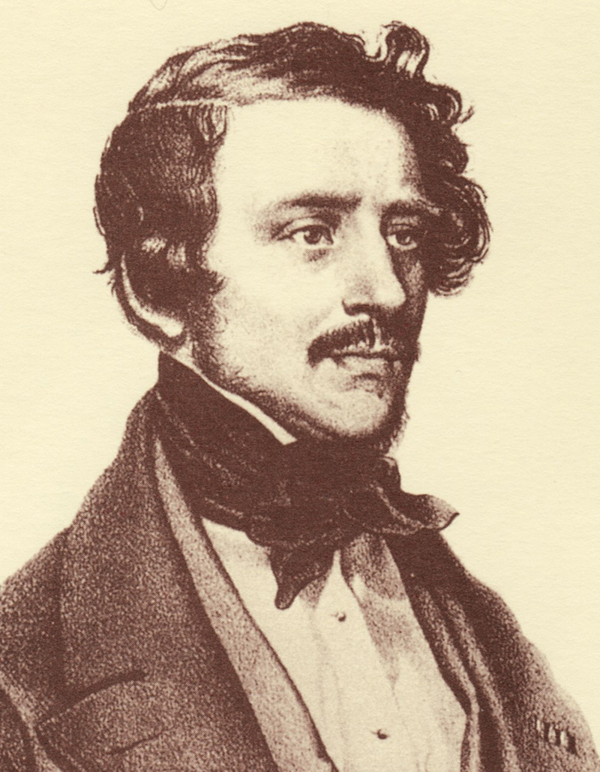
Gaetano Donizetti.

Maria de Rudenz är en italiensk opera i tre akter med musik av Gaetano Donizetti och libretto av Salvatore Cammarano efter Auguste Anicet-Bourgeois och Julien de Mallians pjäs La nonne sanglante (1835).

## Historia
Operan hade premiär den 30 januari 1838 på Teatro La Fenice i Venedig och spelades endast två gånger. Verket är kanske Donizettis mörkaste tragedi. I finalen till akt I förekommer en ensemble ("Chiuse al di per te le ciglia") som senare arrangerades för operan Poliuto. Vidare finns en sjudande duett mellan sopranen och barytonen i akt II ("Fonte d'amare lagrime"), och en osedvanligt utökad finalaria för Maria. Det mest överraskande inslaget är nog ett utförligt basklarinettsolo i förspelet till akt II. Corrados romans "Ah! non avea più lagrime" förblev en populär konsertaria under hela 1800-talet.
Under 1900-talet har operan endast uppförts en gång; den 21 december 1980 på Teatro La Fenice i Venedig (samma teater som urpremiären) med 
Katia Ricciarelli i huvudrollen och Leo Nucci som Corrado.

## Personer
- Maria de Rudenz (sopran)
- Matilde di Wolf, hennes kusin (sopran)
- Corrado Waldorf (baryton)
- Enrico, hans broder (tenor)
- Rambaldo, gammal släkting till familjen Rudenz (bas)
- Borgmästaren i Rudenz (tenor)
- Riddare, hovmän, vasaller (kör)

## Handling
Maria älskar den skurkaktige Corrado men han ämnar gifta sig med Marias kusin Matilde. Maria iscensätter sin egen död genom att hugga sig med en kniv. I uppståndelsen som uppstår mördar hon sedan Matilde. Men Maria har blivit dödligt sårad av sitt knivhugg och dör efter att ha erkänt sin kärlek till Corrado.